# Paul-Jean Hérault
Pour les articles homonymes, voir Hérault.
Paul-Jean Hérault, de son vrai nom Michel Rigaud, né le 22 septembre 1934 à Paris et mort le 26 octobre 2020 à Boulogne-Billancourt, est un journaliste et écrivain français.

## Biographie

### Débuts
Paul-Jean Hérault naît à Paris dans le 14ème arrondissement en 1934.
Il effectue ses études secondaires dans plusieurs lycées, le lycée Fontane à Niort, le lycée des Feuillantines puis le lycée Montaigne à Paris et enfin le lycée Michelet à Vanves. Il ne quitte Paris que l'été et, au cours de la Seconde Guerre mondiale, pendant une année, pour Niort.
Il étudie à la faculté de droit de Paris, puis à l'École supérieure de journalisme, avant d'intégrer l'École des Hautes Études Sociales et Internationales.
Il est profondément marqué par la guerre d'Algérie, où il effectue son service militaire pendant 26 mois. Il y est nommé officier de renseignements en zone opérationnelle.
Il devient journaliste, rédigeant dans des journaux divers, quotidiens ou mensuels. Il travaille successivement à Paris-Presse, Le Nouveau Candide, L'Aurore, Paris-Jour, RTL comme chroniqueur, puis Télé-Star. Il participe à la création du magazine Aviation 2000.

### Écrivain
Il commence au début des années 1970 des romans d'espionnage aux éditions Fleuve noir. Pour publier certaines anecdotes sous forme de romans, on lui conseille de prendre un pseudonyme, il en choisit un inspiré d'un nom du côté de sa grand-mère paternelle, et le garde par la suite.
Il se tourne rapidement vers un genre littéraire qu'il qualifie lui-même de plus libre : la science-fiction. Ses premières motivations sont l'argent et l'envie de se raconter des histoires qui lui plaisent. Son éditeur envoie à l'époque toutes les parutions du mois à ses auteurs : il découvre ainsi les histoires de Peter Randa et Gilles Morris et la liberté totale que lui offre l'anticipation, tandis que le space opera lui rappelle sa passion pour l'aviation.
Son premier roman de science-fiction est Le Rescapé de la Terre qui initie la saga en sept volumes des Cal de Ter. Au total, il écrit plus d'une trentaine de romans.

### Absence et retour
En 1996, Fleuve Noir publie Ceux qui ne voulaient pas mourir et limite P-J. Hérault à 220 pages par roman. Vexé, il s'arrête d'écrire, se retrouve à la retraite anticipée à l'âge de 60 ans et se met à lire.
En 2005, P-J .Hérault reçoit le prix Cyrano. Ce prix, décerné lors de la Convention nationale de science-fiction, a été créé en 2004 pour récompenser une personnalité de la science-fiction pour l'ensemble de son œuvre.
Il se remet à l'écriture par sa fresque de 1600 pages, Millecrabe, écrite et réécrite trois fois en l'espace de deux ans et demi.
Il meurt chez lui en 2020, à Boulogne-Billancourt, des suites d'un accident vasculaire cérébral.

## Écriture

### Thèmes

#### Violence et armée
Un des thèmes de la majorité de ses romans est l'inutilité des conflits armés et son aversion pour la violence. Paradoxalement, la plupart de ses héros sont d'anciens militaires qui n'hésitent pas à prendre des mesures expéditives pour pouvoir survivre. Ainsi, Cal de la série Cal de Ter, crée des armes à différents moments de l'évolution pour que les habitants de Vaha puissent se protéger de groupes belliqueux : arcs, canons, pistolets…

« C’est l’esprit militariste, le goût du combat pour le combat et la férocité, la perte de son âme, que je ne supporte pas. De même que la violence, que je déteste. Mais il arrive toujours un moment où l’on ne peut pas faire autrement que l’employer. »

#### Aviation
Un autre thème est celui de l'aviation : féru de pilotage, il a piloté à partir de 1959 et pendant 29 ans de nombreux types d'appareils qui ont inspiré plusieurs de ses romans. Il écrit dans les années 1980 la trilogie des Gurvan. À la fin des années 2000, la série Millecrabe contient de longues descriptions de pilotage et de combats aériens.
Il apprécie lui-même surtout les ouvrages sur l'aviation, et ses auteurs préférés sont Pierre Clostermann et Nicholas Montsarrat, deux aviateurs de la Seconde Guerre mondiale qui devinrent romanciers.

### Procédé
Pour l'écriture de ses premiers romans, ceux d'espionnage, P-J Hérault réutilise des anecdotes des services de politique étrangère du journal Paris-Presse, qui ne sont pas publiables dans des articles.
P-J Hérault affirme que les sept romans de la série Cal de Ter, publiée entre 1975 et 1984, sont des premiers jets qu'il n'a jamais relus. Seul le dernier tome a fait l'objet d'une relecture au moment de l'écriture d'une suite rédigée collectivement intitulée Le Retour de Cal de Ter.

« Nous avons besoin de critiques. D’encouragements, à un moindre degré. Alors nous avons tous nos trucs. Le mien est terriblement égocentrique. Si des personnages sont vivants dans mon crâne, si je vois une scène, si je me sens bien, si j’ai envie d’être dans un engin spatial, au milieu des commandes des voyants de contrôle, alors je pense que cela plaira à d’autres. Mais si une histoire m’ennuie, alors je recommence, ou je laisse tomber. Je ne suis pas capable d’écrire pour aligner des lignes. Il faut que j’y prenne plaisir, que je m’y amuse, que je rêve. »

### Édition
Paul-Jean Hérault publie d'abord ses romans au Fleuve Noir, dans les collections Espionnage puis Anticipation.
Dans les années 2000, la série Millecrabe est éditée chez Interkeltia, après avoir été envoyée sans retour à plus de soixante maisons d'édition francophones. D'autres œuvres sont publiées par Rivière blanche, qui réédite d'anciens auteurs de Fleuve Noir et par les éditions de l'Officine.
Depuis les années 2010, les éditions Critic ont entrepris de rééditer son œuvre intégrale, sous la direction de Laurent Genefort. L'éditeur Milady a lui réédité la série Cal de Ter.

## Œuvres

### Espionnage
- Réseaux Sommeil, Fleuve Noir Espionnage no 887, 1971
- Stratégie détonateur, Fleuve Noir Espionnage no 922, 1971
- Le Barrage maudit, Fleuve Noir Espionnage no 948, 1972

### Science-fiction

#### SérieCal de Ter
1. Le Rescapé de la Terre, Fleuve Noir Anticipation no 691, 1975Réédité en 1989 avec le no 1716
2. Les Bâtisseurs du monde, Fleuve Noir Anticipation no 714, 1976Réédité en 1990 avec le no 1722
3. La Planète folle, Fleuve Noir Anticipation no 776, 1977
4. Hors contrôle, Fleuve Noir Anticipation no 895, 1979
5. 37 minutes pour survivre, Fleuve Noir Anticipation no 933, 1979
6. Chak de Palar, Fleuve Noir Anticipation no 1005, 1980
7. Cal de Ter, Fleuve Noir Anticipation no 1281, 1984

- Le Retour de Cal de Ter, Rivière blanche Anticipation/Fiction no 2037, Collectif PJ Herault, 2007
- L'Épopée de Cal de Ter, Rivière blanche Anticipation/Fiction no 2064, Collectif PJ Herault, 2009
- Cal de Ter, l'intégrale tome 1, Milady, 2012Réédition des trois premiers romans de la série
- Cal de Ter, l'intégrale tome 2, Milady, 2012Réédition des quatrième et cinquième romans de la série
- Cal de Ter, l'intégrale tome 3, Milady, 2013Réédition des deux derniers romans de la série et de la nouvelle Le Secret des Loys (préalablement parue dans Le Retour de Cal de Ter), suivie de la nouvelle inédite L'Intervention finale

#### SérieGurvan
1. Sergent-pilote Gurvan (durée des équipages: 61 missions… -1), Fleuve Noir Anticipation no 1562, 1987Réédité en 1994
2. Gurvan: les premières victoires (durée des équipages: 61 missions… -2), Fleuve Noir Anticipation no 1584, 1987Réédité en 1994
3. Officier-pilote Gurvan (durée des équipages: 61 missions… -3), Fleuve Noir Anticipation no 1612, 1988Réédité en 1994

- Gurvan l'intégrale, Critic, 2012Réédition des trois romans de la série

#### SérieLa Treizième Génération
1. Ross et Berkel, Fleuve Noir Anticipation no 1772, 1990
2. Pédric et Bo, Fleuve Noir Anticipation no 1778, 1990

- La Treizième Génération, Critic, 2016Réédition des deux romans de la série

#### Romans indépendants
- La Fresque, Fleuve Noir Anticipation no 1040, 1981
- Le Dernier Pilote, Fleuve Noir Anticipation no 1331, 1984
- Le Bricolo, Fleuve Noir Anticipation no 1437, 1986
- Le Raid infernal, Fleuve Noir Anticipation no 1499, 1986
- La Famille, Fleuve Noir Anticipation no 1540, 1987
- Danger: mémoire, Fleuve Noir Anticipation no 1823, 1991
- Le Loupiot, Fleuve Noir Anticipation no 1849, 1991
- Hors normes, Fleuve Noir Anticipation no 1892, 1992
- Le Chineur de l'espace, Fleuve Noir Anticipation no 1973, 1995
- Ceux qui ne voulaient pas mourir, Fleuve Noir Anticipation no 1986, 1996
- La Fédération de l'Amas, Rivière Blanche, 2004Réédité chez Critic en 2018
- Les Ennemis, Les éditions de l'Officine, 2005
- Les Clones déviants, Rivière Blanche, 2005Réédité chez Critic en 2021
- Criminels de guerre, Les éditions de l'Officine, 2006Réédité chez Critic en 2020
- Régression, Rivière Blanche Anticipation/Fiction no 2025, 2006Réédité chez Critic en 2022
- L'Androcomb, Les éditions de l'Officine, 2007Réédité chez Critic en 2017
- Le Destitué, Les éditions de l'Officine, 2008Réédité chez Critic en 2023
- La Grande Migration, Rivière Blanche Anticipation/Fiction no 2042, 2008
- Quand il ne reste que l'honneur..., Rivière Blanche Anticipation/Fiction no 2078, 2011
- Le Bricolo, suivi de Ceux qui ne voulaient pas mourir, Critic, 2013Réédition de ces deux romans
- Le Dernier Pilote, suivi de Après le chaos, Critic, 2013Réédition du premier roman accompagné de sa suite inédite
- Le Chineur de l'espace, suivi de La Famille, Critic, 2014Réédition de ces deux romans
- Le Loupiot, suivi de Hors normes, Critic, 2014Réédition de ces deux romans
- La Fresque, suivi de Le Raid infernal, Critic, 2015Réédition de ces deux romans
- Les Ennemis, suivi de Danger : mémoire, Critic, 2019Réédition de ces deux romans

### Fiction
- Le Franzous, L'Officine, 2006
- Le Gamin de spa 36, Rivière Blanche Hors-Collection, 2012

### Uchronie

#### SérieMillecrabe
1. Millecrabe, Interkeltia, 2009
2. Le Terrible Hiver 1947, Interkeltia, 2010
3. Le Grand Bluff, Interkeltia, 2010